# 瑜舍

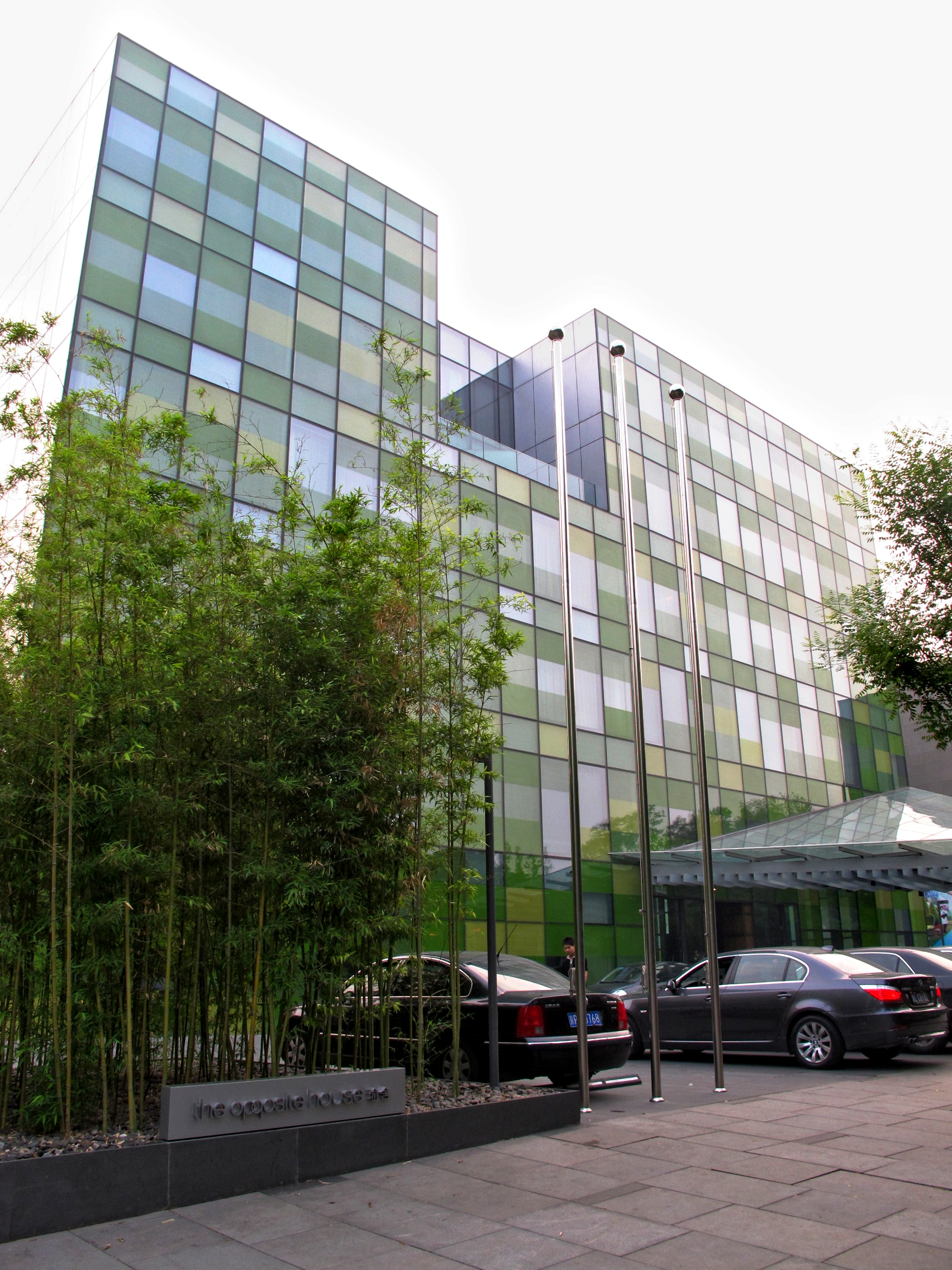
由日本頂尖建築師隈研吾設計「瑜舍」精品酒店

瑜舍（英語：The Opposite House）是一個曾位於北京朝陽區三里屯街道三里屯太古里的酒店。其英語名指四合院內的正房對面，通常是讓賓客留宿向南的一座建築物，為太古集團的首個於內地全資擁有及管理的酒店項目，由日本建築師隈研吾設計。2008年開業，2024年6月30日停業。
酒店設99間房間，包括9間寬敞套房及一間頂層複式套間。房間大部份面積超過70平方米。建築物外牆以大玻璃箱為設計概念，而大堂則陳設了富東方色彩的藝術品。酒店設施包括泳池及三間餐廳。
瑜舍於2009年獲英國及美國《Condé Nast Traveller》選為「全球最佳新酒店」之一。

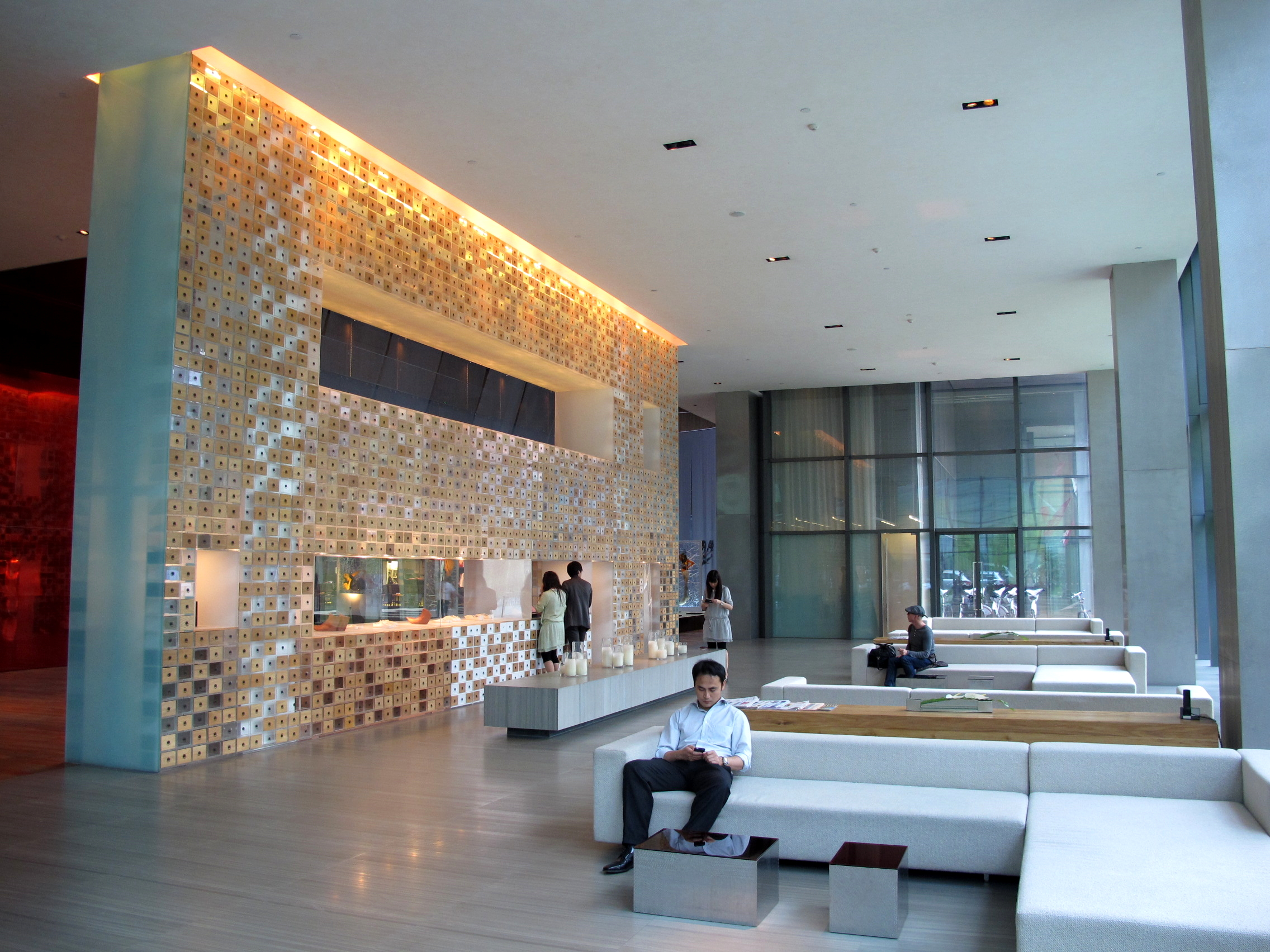
酒店大堂
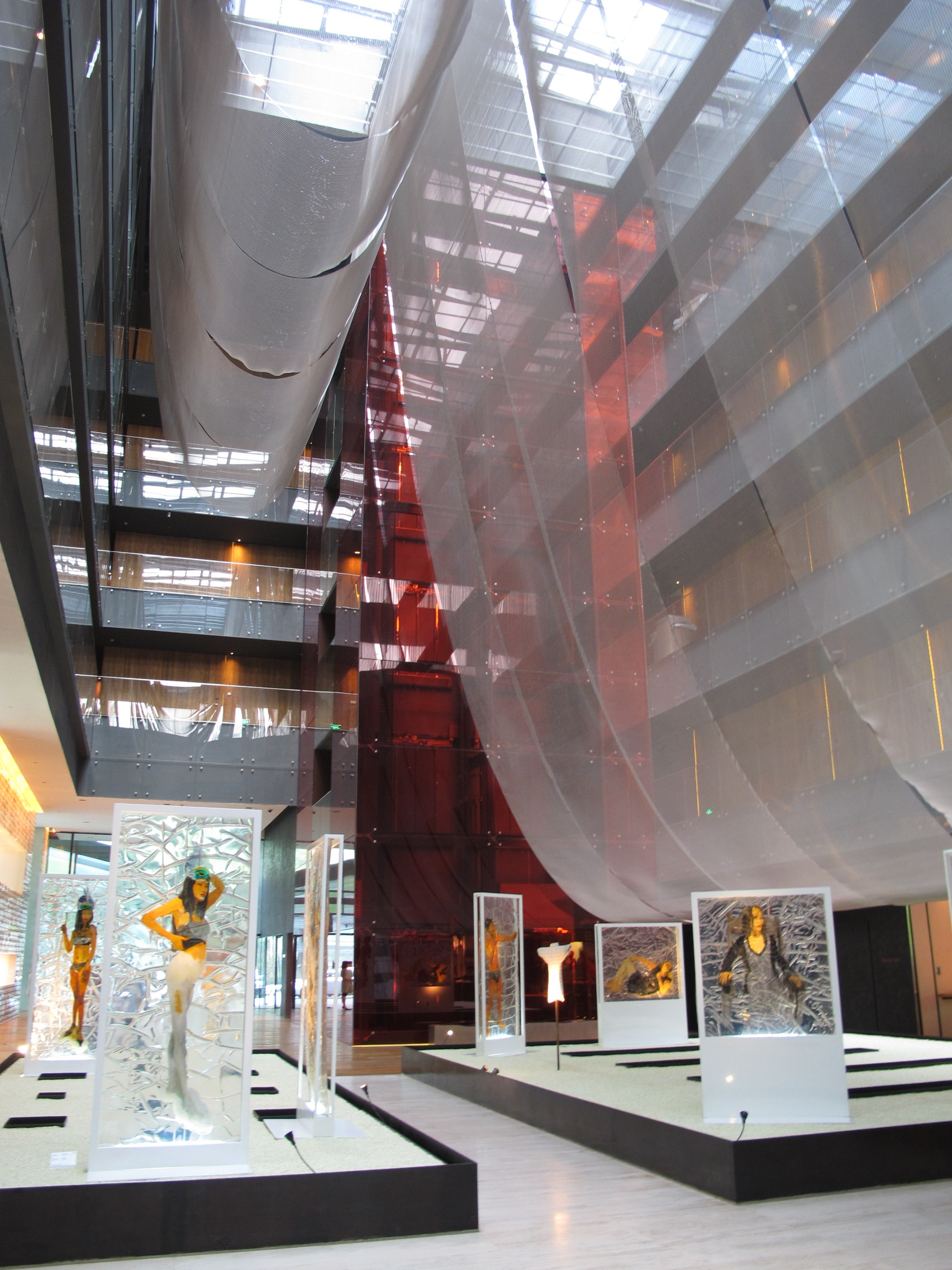
酒店中庭
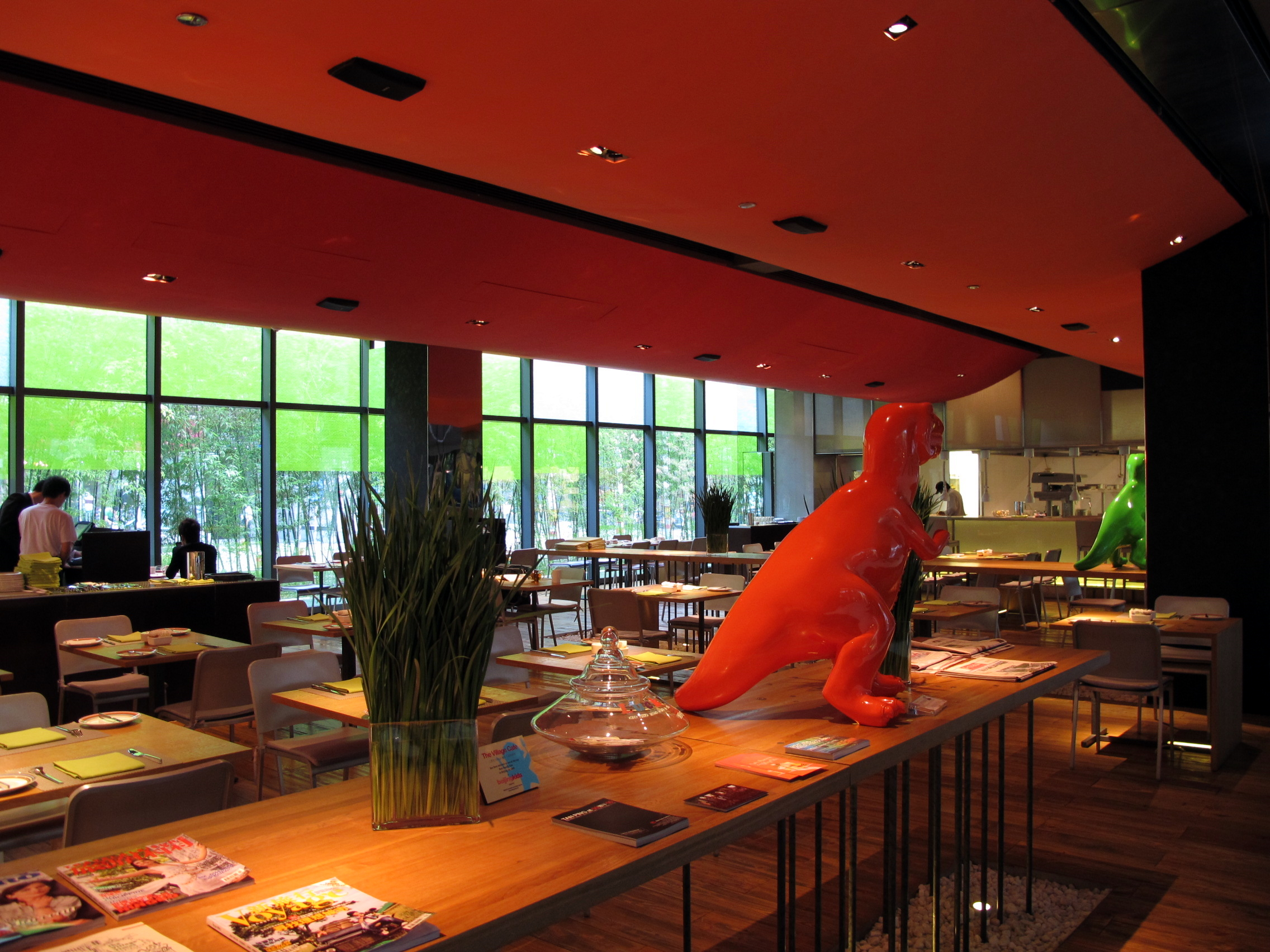
酒店餐廳

## 外部連結
- 瑜舍 （页面存档备份，存于）